# Glochidion helferi
Glochidion helferi là một loài thực vật có hoa trong họ Diệp hạ châu. Loài này được (Müll.Arg.) Hook.f. mô tả khoa học đầu tiên năm 1887.